# Kilungius bimaculatus
Kilungius bimaculatus is een hooiwagen uit de familie Epedanidae.